# Beca de la Asociación Estadounidense para el Avance de la Ciencia
La beca de la Asociación Estadounidense para el Avance de la Ciencia ( FAAAS ) es un honor otorgado por la Asociación Estadounidense para el Avance de la Ciencia (AAAS) a personas distinguidas que son miembros de la Asociación. Los becarios son elegidos anualmente por el Consejo AAAS por "esfuerzos en nombre del avance de la ciencia o sus aplicaciones [que] son científica o socialmente distinguidos".
Algunos ejemplos de áreas en las que los candidatos pueden haber hecho contribuciones significativas son la investigación, la enseñanza, la tecnología, los servicios a las sociedades profesionales, la administración en el mundo académico, la industria y el gobierno, y la comunicación e interpretación de la ciencia al público. La asociación lleva concediendo becas desde 1874. La AAAS publica una actualización anual de la lista de becarios activos, en la que también se facilita la dirección de correo electrónico para verificar la situación de los becarios no activos. Consulte también Categoría: Miembros de la Asociación Estadounidense para el Avance de la Ciencia para obtener más ejemplos.

## Becarios AAAS
Los becarios AAAS incluyen a los ganadores del Premio Nobel Michael W. Young y Michael Rosbash, el ganador del Premio ACM Turing David Patterson, el ganador de la Medalla de Honor IEEE Irwin M. Jacobs, y la becaria de la Sociedad Estadounidense de Física Natalie Roe . María Elena Zavala, quien recibió el Premio Presidencial a la Excelencia en Mentoría en Ciencias, Matemáticas e Ingeniería, también es becaria.

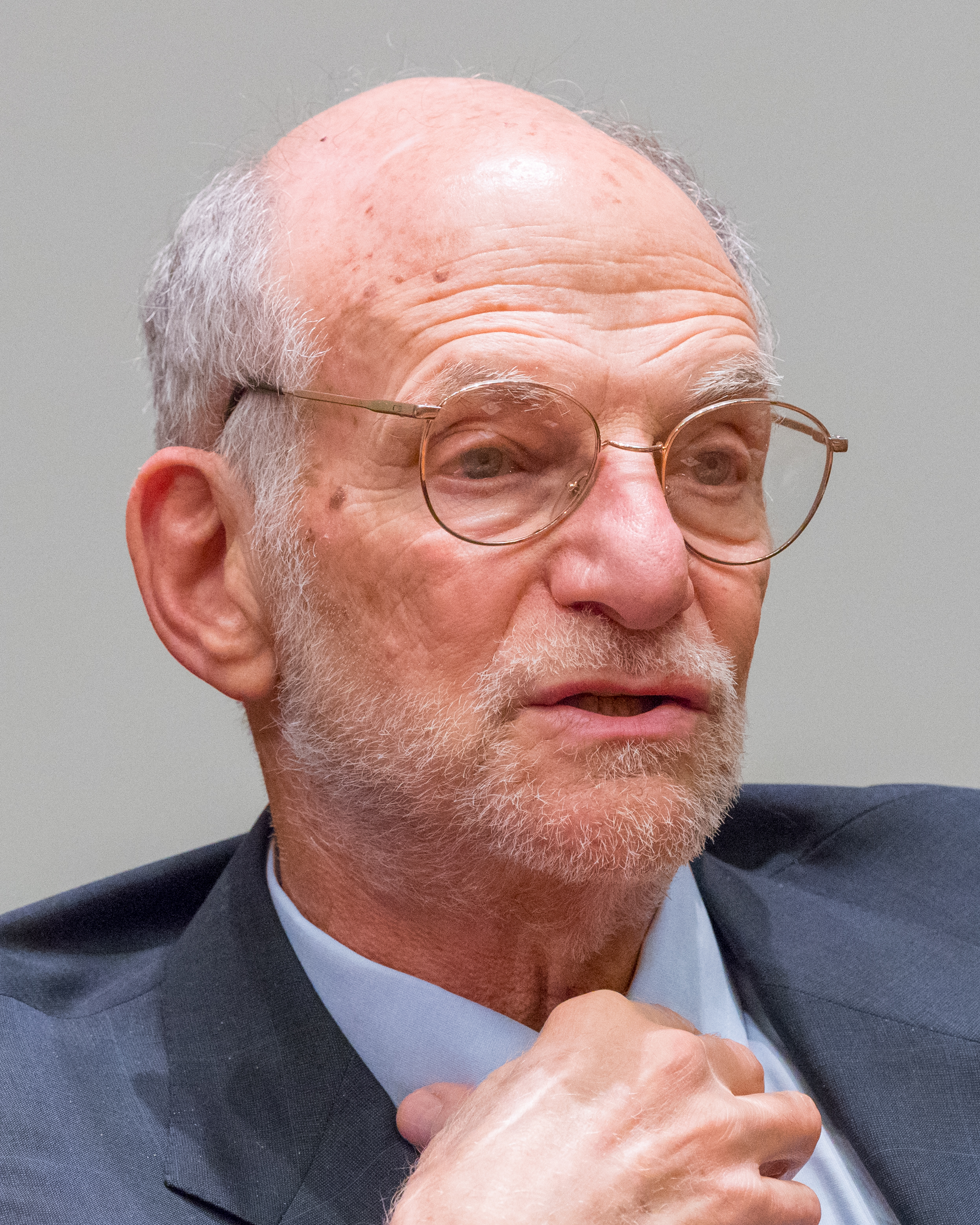
Premio Nobel: Miguel Rosbash
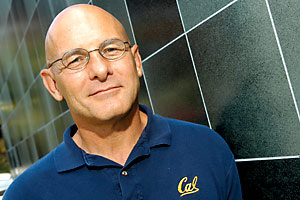
Premio ACM Turing: David Patterson
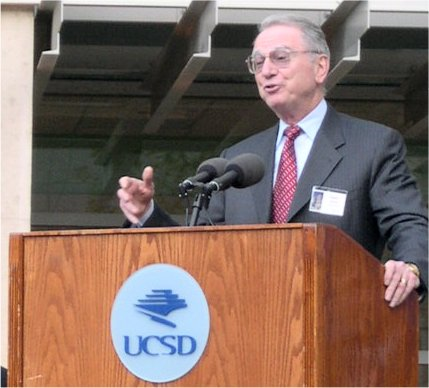
Medalla de Honor IEEE: Irwin Jacobs

## Revocación por acoso
A partir del 15 de octubre de 2018, el estatus de un ''becario'' puede ser revocado "en casos de mala conducta científica probada, graves infracciones de la ética profesional, o cuando el becario, en opinión de la AAAS, ya no merezca el estatus de becario". Se trata de limitar los efectos y la tolerancia del acoso sexual, que según Margaret Hamburg, presidenta de la AAAS, "no tiene cabida en la ciencia".
Esta decisión ha permitido a la AAAS sancionar a Francisco Ayala, ex de la Universidad de California, Irvine ; Thomas Jessell, anteriormente de la Universidad de Columbia ; Lawrence Krauss, de la Universidad Estatal de Arizona, Tempe ; e Inder Verma, anteriormente del Instituto Salk de Estudios Biológicos en San Diego, California.